# Lepidotrigla nana
Lepidotrigla nana is een straalvinnige vissensoort uit de familie van ponen (Triglidae). De wetenschappelijke naam van de soort is voor het eerst geldig gepubliceerd in 1997 door del Cerro & Lloris.